# Markt (Zele)
De Markt is het centrale plein in de Belgische gemeente Zele. Centraal op het 1,05 hectare grote plein staat de Sint-Ludgeruskerk. Dit is ook de plaats waar elke dinsdag de wekelijkse markt wordt gehouden.
Ten oosten op het marktplein bevindt zich de oude verbindingsweg tussen Dendermonde en Lokeren, en ten westen het stadhuis van Zele.